# Vĩ Giả
Vĩ Giả (chữ Hán: 蔿賈, ? – 605 TCN), họ Mị (tức Hùng), thị tộc Vĩ, húy Giả, tự Bá Doanh, đại thần nước Sở đời Xuân Thu, phù tá 3 đời quân chủ Sở Thành vương, Sở Mục vương, Sở Trang vương.

## Thân thế
Vĩ Giả là hậu duệ của Sở Vĩ Mạo (tức Sở Lệ vương). Ông nội là Vĩ Chương, cha là Vĩ Lã Thần. Có thuyết nói Tôn Thúc Ngao là con của Vĩ Giả.

## Sự nghiệp
Năm 661 TCN, ông lãnh binh bình định nước Dung. Năm 608 TCN, Triệu Thuẫn nước Tấn hội quân các nước Trần, Tống đánh nước Trịnh, Vĩ Giả nhận lệnh đi cứu, đại phá liên quân ở Bắc Lâm, bắt được đại phu Giải Dương của nước Tấn.
Tử Văn qua đời, con Tử Văn là Tử Dương làm lệnh doãn, Tử Việt làm tư mã, Vĩ Giả làm công chánh. Ông gièm pha Tử Dương, khiến Tử Dương bị giết. Tử Việt làm lệnh doãn, ông làm tư mã. Năm 605 TCN, Tử Việt bắt giết Vĩ Giả, sau đó nổi loạn.